# Siphunculina corbetti
Siphunculina corbetti är en tvåvingeart som först beskrevs av Oswald Duda 1936.  Siphunculina corbetti ingår i släktet Siphunculina och familjen fritflugor. Inga underarter finns listade i Catalogue of Life.